# Meurtres de la RN 20
Les meurtres de la RN 20 sont un ensemble de quatre affaires criminelles françaises datant du début des années 1980.
Tous les crimes ont été commis près de la RN 20 au sud d'Étampes, dans l'Essonne et les quatre victimes sont des toutes des femmes ayant des caractéristiques communes : jeunes, menues[style à revoir] avec des cheveux clairs. À ce jour, l'auteur des crimes n'a pas été identifié.

## Faits et enquête
Les enquêteurs envisagent l'existence d'un tueur en série sévissant aux abords de la RN 20 au sud d'Étampes. Il est surnommé « l'étrangleur d'Étampes », « le tueur de blondes » ou « le sadique de la RN 20 ».
Toutefois, les enquêteurs n'abandonnent pas la piste de l'existence d'un ou plusieurs copycats.
Il aurait commis les meurtres de :
- Michèle Couturat : retrouvée assassinée le 11 mars 1980
- Sylvie Le Helloco : retrouvée assassinée le 25 décembre 1980
- Christine Devauchelle : retrouvée assassinée le 14 juillet 1982
- Pascale Lecam : retrouvée assassinée le 7 août juillet 1983

Toutes ont été étranglées et laissées entièrement nues. Les autopsies réalisées à l'époque n'ont pas été en mesure d'établir si les victimes ont été violées.

## Prélèvements d'ADN
À l'époque des faits, l'analyse ADN n'est pas encore utilisée en France.
Des traces de sperme sont révélées sur le corps de Michèle Couturat et trois mouchoirs souillés de sperme retrouvés près du corps de Pascale Le Cam, sans pouvoir être analysées.
Comme le veut la procédure, tous les scellés sont détruits après chaque instruction, à l'exception des trois mouchoirs jetables. En 2008, des prélèvements d'ADN sur ces mouchoirs permettent de relancer l'enquête,,,,.
Cette empreinte génétique mène à un certain Philippe L., né en 1963, âgé de 46 ans au moment de son arrestation, sans profession, gravitant dans les milieux nomades des ferrailleurs. Petit délinquant condamné pour divers faits de violences, il fréquente le pub du Quartier latin, à Paris, où Pascale Le Cam a été vue vivante pour la dernière fois le 6 août 1983.
D'après Jean-François Pascal, le procureur de la République d'Évry, si des éléments permettent de suspecter l'individu, le fait que son ADN ait été retrouvé ne constitue « pas une preuve » de son implication. Les faits étant prescrits, le suspect est relâché.
En octobre 2024, le journal Marianne révèle que Philippe L. a été condamné pour viol en mars 2024 dans une autre affaire.

### Documentaire télévisé
- « Le mystère des meurtres de la RN20 » le 7 décembre 2012 dans Les faits Karl Zéro sur 13e rue.

### Émission radiophonique
- « L'affaire des meurtres en série sur la RN 20 » le 20 septembre 2010 dans L'Heure du crime de Jacques Pradel sur RTL.